# ميناء الطور
ميناء الطور، هو أحد الموانئ المصرية التابعة إلى الهيئة العامة للمنطقة الاقتصادية لقناة السويس، ويقع على الساحل الشرقي لخليج السويس وعلى مسافة حوالي 280 كم إلى الجنوب من مدينة السويس.

## مقومات الميناء
| إجمالى المساحة       | 1.6 كيلو متر مربع. (1651000 متر مربع) |
| المساحة المائية      | 1.2 كيلو متر مربع. (1221000 متر مربع) |
| المساحة الأرضية      | 0.4 كيلو متر مربع. (430000 متر مربع)  |
| ساحات تخزينية مفتوحة | 38000 متر مربع                        |
| ساحات تخزينية مغطاة  | 5600 متر مربع                         |

الطاقة التصميمية القصوى (الاستيعابية):
- بضائع عامة 0.38 مليون طن سنويا.
- ساعات العمل 24 ساعة يوميا.

## الخصائص

### خصائص طبيعية
| توقيت المنطقـة             | جرينتش +2 ساعة                 |
| كود الموجةVHF              | 12 16                          |
| الطقس                      | الرياح شمالية إلى شمالية غربية |
| كثافة الماء النسبية        | 1.04جم/سم3                     |
| موسم الأمطار               | شتاء                           |
| مقدار المد والجزر (بالمتر) | من 1.3 إلى 2.3 متر             |

## مقومات الميناء
| إجمالى المساحة       | 1.6 كيلو متر مربع. (1651000 متر مربع) |
| المساحة المائية      | 1.2 كيلو متر مربع. (1221000 متر مربع) |
| المساحة الأرضية      | 0.4 كيلو متر مربع. (430000 متر مربع)  |
| ساحات تخزينية مفتوحة | 38000 متر مربع                        |
| ساحات تخزينية مغطاة  | 5600 متر مربع                         |

الطاقة التصميمية القصوى (الاستيعابية):
- بضائع عامة 0.38 مليون طن سنويا.
- ساعات العمل 24 ساعة يوميا.

### خصائص ملاحية
الإرشاد في ميناء الطور إجباري
| رتبة المرشد | عدد المرشدين من كل رتبة |
| مرشد ثالث   | 1                       |

### خصائص الأرصفة
| رقم الرصيف      | الطول (متر) | أقصى غاطس (متر) |
| --------------- | ----------- | --------------- |
| رصيف بضائع عامة | 75          | 5               |
| الإجمالى        |             |                 |
| 1               | 75          | 5               |

## الخدمات

### الإصلاحات
يوجد قزق للإصلاحات الخفيفة.

### الإمداد والتموين
- المياه العذبة
- سولار
- ديزل
- قطع غيار
- سفن تموين
- استقبال مياه متسخة
- المواد الغذائية
- التبخير
- القطر والإرشاد

### مقومات الأمن والسلامة والحفاظ على البيئة
- الإمكانيات الطبية
- مكافحة الحريق
- مكافحة التلوث